# Aurora Molander
Emma Aurora Molander, född 12 juni 1876 i Gislaved i Båraryds socken, Jönköpings län, död 2 maj 1962 i Hedvig Eleonora församling, Stockholm, var en svensk pianist och pianopedagog. Hon var syster till violinisten Gustaf Molander.

## Biografi
Aurora Molander föddes 1876 i Gislaved i Båraryds socken. Hon var dotter till handlanden Carl Johan Molander och Sara Elisabeth Lidell. Molander studerade vid Stockholms musikkonservatorium 1895–1899 för Hilda Thegerström och senare för Lennart Lundberg, för Arthur De Greef i Bruxelles 1902–1907 och för Teresa Carreño i Berlin 1913. Molander gjorde konserter i Belgien och har med framgång spelat vid symfonikonserter i Stockholm, Göteborg, Kristiania och Finland. Hon medverkade bland annat vid Aulin-kvartetten och Kjellströmska kvartettens kammarmusiksoaréer. Molander avled 1962 på Östermalm i Stockholm. Hon är begravd på Gislaveds kyrkogård.
År 1917 grundade hon Aurora Molanders musikskola i Stockholm. Aurora Molander invaldes som associé nummer 124 av Kungliga Musikaliska Akademien den 31 oktober 1912 och som ledamot nummer 571 den 30 november 1921.